# 天龍座CM
天龍座CM（CM Draconis，或 GJ 630.1A）是一組距離地球約47光年的食雙星，在天球上位於天龍座。該系統的兩顆恆星是幾乎相同的紅矮星，兩者互繞週期是1.27日，距離270萬公里。這兩顆星還和 KOI 126組成三合星系統，而後者是系統中質量最低、半徑最小的；因此這個恆星系統在極低質量恆星結構模型的研究上扮演重要角色。這些比較發現模型預測的恆星半徑比實際狀況低約5%，這是因為恆星的磁場強烈活動的結果。根據變星總表，至少一顆成員星是耀星，另外至少有一顆天龍座BY型變星。一顆白矮星 GJ 630.1B 在天球上距離該系統25.7角秒，並且和天龍座CM有相同的自行，因此被認為是系統的成員星。基於該恆星系距離地球約47光年，因此天龍座CM和 GJ 630.1B 距離至少370天文單位。

## 距離
天龍座CM不同的距離量測結果如下表，較精確的數據以粗體表示：
| 來源                     | 視差（mas） | 距離（pc） | 距離（ly） | 參考資料 |
| ------------------------ | ----------- | ---------- | ---------- | -------- |
| Gliese & Jahreiß (1991)  | 69.0 ± 2.9  | 14.5 ± 0.6 | 47.3 ± 2.0 | [ 6 ]    |
| van Altena et al. (1995) | 69.2 ± 2.5  | 14.5 ± 0.5 | 47.1 ± 1.8 | [ 1 ]    |

## 可能的行星系統
天龍座CM在1994到1999年間是以凌日法尋找聯星系統中系外行星的計畫其中一個目標。而該計畫最後所有的凌日系外行星候選者都被認為不存在。
基於系統中凌星的時間變化，科學家提出有一顆環聯星運轉行星環繞兩顆紅矮星。2000年時有科學家提出一顆類木行星以750到1050日的週期環繞該恆星系統。最近的凌星量測結果則提出可能有一顆質量接近木星的行星以18.5年週期環繞恆星系統，而非距離更遠，質量更高的天體。白矮星伴星造成的變化是不一致的，並且目前沒有週期750到1050日之間的行星被發現，而且被認為不可能存在。
| b (未确认) | ≥1.5 MJ | 5.3 | 18.5±4.5 | ? |

## 外部連結
- . SolStation.   [2008-06-11]. （原始内容存档于2008-04-30）.
- . Extrasolar Visions.   [2008-06-11]. （原始内容存档于2007-11-11）.